# Kiekeröjärvi (Karesuando socken, Lappland, 757540-180120)
Kiekeröjärvi är en sjö i Kiruna kommun i Lappland och ingår i Torneälvens huvudavrinningsområde.